# فاديم أنتونوف
فاديم أنتونوف (بالروسية: Антонов Вадим Геннадьевич)‏ من مواليد 25 مايو 1965 هو مهندس برمجيات ورجل أعمال روسي . وهو معروف بعمله في أنظمة التشغيل وشبكات الإنترنت الأساسية وأجهزة توجيه الشبكة وأمن الكمبيوتر ومستودعات البيانات . وهو معروف أيضًا بدوره في تنظيم المقاومة المدنية لمحاولة الانقلاب السوفيتي عام 1991 والتي اشتهرت بدورها الرائد في استخدام الإنترنت لإحداث التغيير السياسي. 

## محاولة الانقلاب السوفياتي
خلال محاولة الانقلاب الشيوعي السوفيتي المتشدد في 1991، استخدم فاديم أنتونوف وزملاؤه في ريكلوم مرافق شبكتهم لجمع ونشر معلومات مستقلة حول الوضع في البلاد ، وبالتالي تقويض الرقابة في وسائل الإعلام التي أمر بها مدبرو الانقلاب.   بصفته أحد مؤسسي ريكلوم ، كان فاديم أنتونوف معروفًا جيدًا لمستخدمي الشبكة ،  مما منحه مصداقية ليكون الوسيط لدفق تقارير الحالة أثناء الأزمة. 